# التعليم في لتوانيا

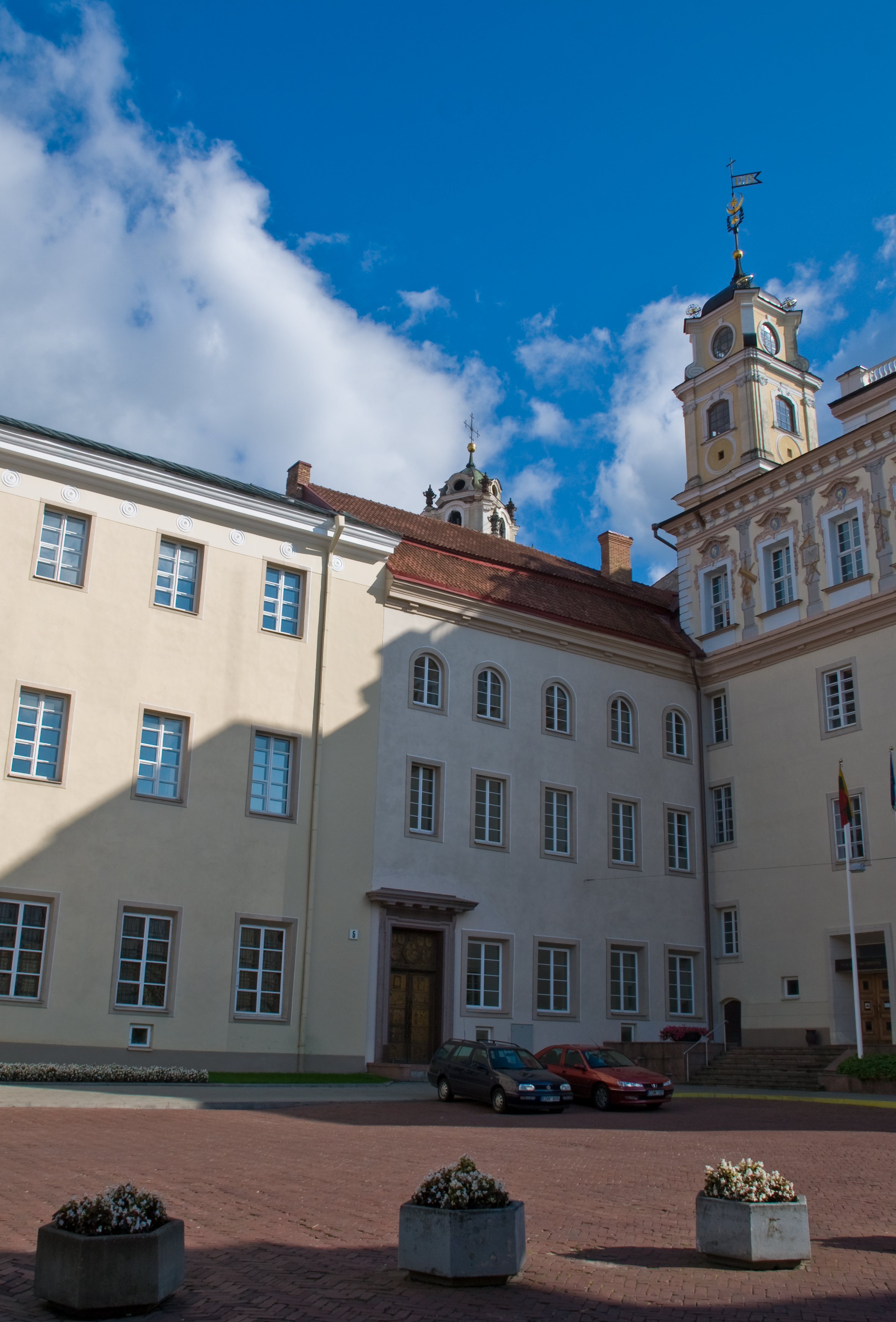
جامعة فيلنيوس، أقدم جامعة في البلاد.

المدرسة الأولى الموثقة في لتوانيا تأسست في عام 1387 في كتدرائية فيلنيوس. شبكة التعليم تأثرت بحملة التنصير في لتوانيا. تواجدت أنواع عدة من المدراس في القرون الوسطى في لتوانيا: مدراس الكاتدرائية أين يحضر الطلاب ليصبحوا كهنة، مدارس الأبشريات والتي تقدم تعليم أساسي، مدارس المنازل أين يدرس أبناء النبلاء. قبل تأسيس جامعة فيلنيوس في عام 1579، كان يجب على الطلبة الراغبين بإكمال دراسات عليا التوجه لجامعات أجنبية مثل براغ، كراكوف، ولابزيغ. خلال الفترة ما بين الحربين العالميتين، تم تأسيس جامعة وطنية تدعى بـجامعة فيتاوتاس الكبير.
التعليم مجاني وإجباري لجميع الأطفال ما بين سن السادسة والسادسة عشر. معدل الالتحاق بالتعليم الإبتدائي كان حوالي 98 بالمائة في سنة 1996.
التعليم ما قبل الجامعي يتكون من أربعة مراحل: التعليم ما قبل المدرسي والذي يدوم لسن الخامسة أو السادسة، التعليم ما قبل الإبتدائي لمدة عام واحد للأطفال ما بين سن الخامسة والسابعة، التعليم الابتدائي لمدة أربعة سنين للأطفال ما بين سنة السادسة والحادية عشر، التعليم الأساسي لمدة ست سنوات للأطفال ما بين سن العاشرة والسابعة عشرة، والتعليم الثانوي لمدة عامين للأشخاص ما بين سنة السادسة عشرة والتاسعة عشرة. التعليم الثانوي ينتهي بـامتحان الماتورا، والذي يتيح الفرصة للالتحاق بالتعليم الجامعي. التعليم المهني والتقني يبدأ في السنة الخامسة من التعليم الابتدائي عادة ما بين سنة الرابعة عشرة والخامسة عشرة. منهجية التعليم المهني والتقني مشابهة للتعليم النظامي، ويدوم لثلاثة أعوام للحصول على شهادة التعليم الأساسي. بعد ذلك بإمكان التلاميذ الالتحاق بالتعليم الثانوي التقني، وبعد عامين أو ثلاثة من الدراسة، بإمكانهم إجتياز امتحان الماتورا، لكن هذا الامتحان لا يسمح لهم بالالتحاق بالجامعة، عكس التلاميذ النظاميين، إذ عليهم دراسة عامين إضافيين لبرنامج ما بعد الدراسة الثانوية قبل الالتحاق بالجامعة.
التعليم الجامعي مقسم على كليات وجامعات. الجامعات تقدم تعليم أكاديمي يتوج بالحصول على شهادات البكالوريوس-الماستر-الدكتوراه تبعا حسب مشروع بولونيا الذي بدأت ليتوانيا بتطبيقة في عام 2006. الكليات تقدم تعليم مهني، وبدءا من عام 2006 بإمكانهم تقديم شهادات البكالوريوس للطلبة.
تبدأ السنة الدراسية في ليتوانيا عادة في الأول من سبتمبر/أيلول، بما في ذلك الجامعة.

## روابط خارجية
- موقع وزارة التربية والعلوم الليتوانية.
- موقع مركز تقييم جودة التعليم العالي في ليتوانيا.
- التعليم المهني في ليتوانيا.